# خواهم رفت
خواهم رفت (بهانگلیسی: I'll Be Gone) یک ترانه از گروه راک آمریکایی لینکین پارک است. این ترانه توسط گروه نوشته‌شد و توسط مایک شینودا و ریکی روبین تهیه شد. این ترانه به جدول ترانه‌های راک انگلیس نیز راه پیدا کرد.

## خواننده
چستر بنینگتون خواننده این ترانه می‌باشد.

## نمودار
| جدول سال ۲۰۱۲                     | رتبه |
| --------------------------------- | ---- |
| UK Rock (Official Charts Company) | ۲۶   |